# Артюхин, Василий Иванович
Василий Иванович Артюхин (7 февраля 1902 год, Царицын — 4 августа 1974 год, Пенза) — советский ученый в области машиностроения, руководящий работник высшей школы. Ректор Пензенского политехнического института с 1951 по 1960 гг.

## Биография
Родился 7 февраля 1902 года в г. Царицын (ныне — Волгоград).
В 1930 году окончил Томский технологический институт, где впоследствии до 1933 года работал ассистентом кафедры химической технологии органических веществ.
С 1933 по 1939 гг. руководил центральной химической лабораторией на Сталинградском тракторном заводе и одновременно преподавал в Сталинградском механическом институте.
С 1941 по 1945 год служил в рядах Красной Армии, где был начальником химической службы полка, преподавателем военно-пехотного училища, начальником химического отдела, начальником 2-го отдела военно-химического управления, работник штаба фронта. Он воевал на Сталинградском, Донском, Центральном, и 1-м Белорусском фронтах. Уволен в запас по состоянию здоровья в звании подполковника.
После окончания войны в 1945—1946 годах В. И. Артюхин работал директором Запорожского машиностроительного техникума.
В декабре 1945 года приказом Наркома Миномётного Вооружения П. И. Паршина он был назначен заместителем директора Пензенского индустриального института по учебной и научной работе. Работая в институте, В. И. Артюхин проявил себя как хороший организатор учебного процесса, обладающий большой эрудицией в области методики преподавания в высшей школе, так его характеризовал директор института И. С. Мясников.
Во время работы В. И. Артюхина на посту заместителя директора были открыты 4 лаборатории: электротехники, сопротивления материалов, металловедения, технических измерений. Было подготовлено открытие лабораторий по приборам времени, счётно-аналитическим машинам, станкам и процессам резания, литейных процессов, теплотехники и химии. В. И. Артюхин много внимания уделял вопросам организации общетехнических кабинетов и кабинетов специальных дисциплин. Интерес Василия Ивановича к химическим технологиям стал одной из причин открытия в вузе специальности но химическому машиностроению.
В. И. Артюхин наладил связи с промышленными предприятиями города и области, в том числе и в области научно-исследовательских работ. Вместе с тем он активно занимался учебной работой, вёл занятия на кафедре деталей машин, заведующим которой он являлся, читал лекции, руководил курсовым проектированием. В 1950 году он утверждается в учёном звании доцента, продолжает работу над кандидатской диссертацией. Вскоре его избирают председателем Правления Пензенского отделения Всесоюзного общества по распространению политических и научных знаний и депутатом городского Совета депутатов трудящихся, членом партийного бюро Южного райкома ВКП(б) города Пензы, членом Пленума Пензенского горкома ВКП(б).
В апреле 1950 года в Одесском политехническом институте (бывшем индустриальном) В. И. Артюхин успешно защищает кандидатскую диссертацию. У него к тому времени было опубликовано 7 научных трудов и две рукописи.
12 апреля 1951 года Министерство высшего образования СССР освобождает В. И. Артюхина от обязанностей заместителя директора института и в тот же день Министр высшего и среднего специального образования РСФСР В. Н. Столетов назначает его ректором Пензенского индустриального института. Вскоре его избирают членом Пензенского обкома КПСС, членом партбюро института, Председателем Областного комитета сторонников мира.
Во время пребывания В. И. Артюхина в должности руководителя вуза, институт была присвоена 1-я категория высших учебных заведений, ППИ был переименован в «Пензенский политехнический институт», а на базе строительного факультета ППИ открыт Пензенский строительный институт.
Публикация: Лекция в высшем учебном заведении: Доклад, прочитанный на методическом семинаре / В. И. Артюхин. Пенза: ППИ, 1969. — 30 с.

## Награды
- Орден Отечественной войны I и II степени;
- Орден Красной Звезды;
- Орден «Знак почета»;
- Медаль «За отвагу» (СССР);
- Медаль «За оборону Сталинграда»
- Медаль «За победу над Германией в Великой Отечественной войне 1941—1945 гг.»;
- Медаль «За взятие Берлина»;
- Медаль «За освобождение Варшавы»;
- Юбилейная медаль «Двадцать лет Победы в Великой Отечественной войне 1941—1945 гг.».